# モントン
モントン（タイ語: มณฑล）は、タイの現存しない地方区分で、現存する県（チャンワット）より上位にある地方区分である。日本語では省、州などと訳されることがある。この地方区分の導入をモントン制と言い、20世紀初頭にチュラーロンコーン大王（以下、ラーマ5世）が1897年各地の王や国主を廃し、地方を中央集権化するときに導入された。ダムロン・ラーチャヌパープ親王はこの制度の立て役者と言われる。
モントン制が導入された1897年以降、現在のタイの県の制度においても残っているムアン（当時は県であったが、現在は県庁所在地）や、アンプー、タンボン、ムーバーンが形成され、一番上位の区分であるモントンの長には中央から派遣された省長（テーサーピバーン、เทศาภิบาล）が置かれた。この省長はほとんどが王族でラーマ5世の息子であった。
1915年の時点で、存在したモントンの数は19でその下に72の県（ムアン）があったが、他の県との融合・分裂を繰り返し立憲革命時には、モントンが撤廃された。
なお、モントンはサンスクリット語からの借用語で円を意味し、日本では仏教用語のマンダラと言う言葉で知られている。

## モントン一覧

### 北部
1.モントン・パヤップ: モントンパヤップは1899年の発足時にはモントン・ファーイタワントックチエンヌア（北西省）と呼ばれていたが後にこの名称に改称した。実際にこの地域がチエンマイ王朝の王の支配を排しタイ中央政府による支配を確立するのは1915年以降となった。同年にはこのモントンから下記のモントン・マハーラートが分離した。
- 現在の地域: チエンマイ県、メーホンソーン県、ランプーン県など

2.モントン・マハーラート: このモントンは上記のモントン・パヤップから分離され1915年成立した。
- 現在の地域: チエンラーイ県、ナーン県、プレー県、ランパーン県など

3.モントン・ピサヌローク: 1894年成立。
- 現在の地域: スコータイ県、ピサヌローク県、ピチット県など

4.モントン・ナコーンサワン: 1985年成立。
- 現在の地域: ウタイターニー県、カンペーンペット県、ターク県、チャイナート県、ナコーンサワン県など

5.モントン・ペッチャブーン: 1899年にモントン・ナコーンラーチャシーマーより成立。当初はロムサック県（現・ロムサック郡）とペッチャブーン県から成っていたが後に併合された。1903 - 07年一時ピサヌローク県に併合されたが1915年県として独立した。

### 東北部
X.モントン・イーサーン: 1900年成立。1912年モントン・ローイエットとモントン・ウボンに分裂した。
6.モントン・ナコーンラーチャシーマー: 1893年、タイ最初のモントンとして成立。
- 現在の地域: ナコーンラーチャシーマー県、チャイヤプーム県、ブリーラム県など

7.モントン・ローイエット: 1912年モントン・イーサーンが分裂し成立。
- 現在の地域: ローイエット県、カーラシン県、マハーサーラカーム県など

8.モントン・ウボン: 1912年モントン・イーサーンが分裂し成立。
- 現在の地域: ウボンラーチャターニー県、シーサケート県、スリン県など

9.モントン・ウドーンターニー: 1899年成立。
- 現在の地域: ウドーンターニー県、コーンケン県、ルーイ県、ナコーンパノム県、ノーンカーイ県、サコンナコーン県など

### 南部
10.モントン・プーケット: 1898年成立。1907年、サトゥーン県がモントン・クダーが加わった。
- 現在の地域: プーケット県、ラノーン県、パンガー県、クラビー県、サトゥーン県など

11.モントン・チュンポーン: 1896年成立。1925年、モントン・ナコーンシータンマラートに編入。
- 現在の地域: チュンポーン県、スラーターニー県など

12.モントン・ナコーンシータンマラート: 1896年成立。1925年、モントン・ナコーンシータンマラートと合併。
- 現在の地域: ソンクラー県、ナコーンシータンマラート、パッタルン県など

13.モントン・パッターニー: 1906年成立。旧パタニ王国領。
- 現在の地域: パッターニー県、ヤラー県など

14.モントン・クダ: 1897年成立。現マレーシア領。1907年、イギリスへの領土割譲によりサトゥーン県がモントン・プーケットへ編入された。
- 現在の地域: クダ州、プルリス州（いずれもマレーシア領）など

### 中部
15.モントン・クルンテープ: 現在のバンコクとその周辺地域である。この地区の行政は省長の管轄下ではなく、中央政府管轄下の首都省の領域にあり、1897年に成立した。この地域にはパトゥムターニー県なども含まれていたが、この県は後にアユタヤ県に編入された。1922年には完全にモントンでなくなり、内務省の直轄地域になった。
- 現在の地域: バンコク、ノンタブリー県、パトゥムターニー県、サムットプラーカーン県など

16.モントン・ラーチャブリー: 1895年成立。
- 現在の地域: ラーチャブリー県、カーンチャナブリー県、サムットソンクラーム県、ペッチャブリー県、プラチュワプキーリーカン県など

17.モントン・ナコーンチャイシー: 1895年成立。
- 現在の地域: サムットサーコーン県、スパンブリー県など

18.モントン・アユタヤ: パトゥムターニー県はもともとこのモントンに入っていなかったが後に編入された。
- 現在の地域: アユタヤ県、アーントーン県、シンブリー県、ロッブリー県、サラブリー県など

### 東部
19.モントン・プラーチーンブリー: 1893年成立。
- 現在の地域: プラーチーンブリー県、チャチューンサオ県、ナコーンナーヨック県など

20.モントンチャンタブリー: 1906年成立。
- 現在の地域: チャンタブリー県、ラヨーン県、トラート県など

21.モントン・ブーラパー: 1903年設立。現カンボジア西部である。
- 現在の地域: シーソポン、バッタンバン、パノムソック、シエムリアップなど（タイ語読み。いずれもカンボジア領）

## 関連
- タイ関係記事の一覧